# Pitcairnia irwiniana
Pitcairnia irwiniana är en gräsväxtart som beskrevs av Lyman Bradford Smith. Pitcairnia irwiniana ingår i släktet Pitcairnia och familjen Bromeliaceae. Inga underarter finns listade i Catalogue of Life.